# Итыкультынбажи
Итыкультынбажи (Итыкультын-Бажи) — река в России, протекает по землям Улаганского района Республики Алтай. Длина реки — 24 км.
Начинается в гористой местности в результате слияния рек Каратумыш и Менажи на высоте 1913 м над уровнем моря. Течёт преимущественно в юго-западном и юго-восточном направлениях, по территории Алтайского государственного природного биосферного заповедника. Принимает в себя приток Состуоюк, протекает через безымянное озеро. Основные лесные породы бассейна реки недалеко от устья — лиственница и кедр. Итыкультынбажи впадает в озеро Итыкуль (Иты-Куль), лежащее на высоте 1665,1 м над уровнем моря.
Биомасса 4,1 г/м², в реке обитает в общей сложности 15 видов беспозвоночных.

## Данные водного реестра
По данным государственного водного реестра России и геоинформационной системы водохозяйственного районирования территории РФ, подготовленной Федеральным агентством водных ресурсов относится к Верхнеобскому бассейновому округу, речной бассейн — (Верхняя) Обь до впадения Иртыша, подбассейн — Бия и Катунь, водохозяйственный участок — бассейн озера Телецкое. Код объекта в государственном водном реестре — 13010100112115100002293.